# Brendan Cowell
Brendan Cowell (Sídney; 16 de agosto de 1976) es un actor y escritor australiano, conocido por su trabajo en televisión y teatro, por haber interpretado a Tom Jackson en Love My Way y a Todd en la serie Life Suport.

## Biografía
Es hijo de Yvonne y Bruce "Bruiser" Cowell, y tiene dos hermanas mayores: Belinda y Jacqui Cowell.
Desde 1999 ha sido cofundador del Roguestar Productions junto a sus compañeros los actores Anthony Hayes y Leland Kean.
En 2003 comenzó a salir con la actriz Rose Byrne; sin embargo, más tarde la relación terminó a principios de 2010, pero siguen siendo buenos amigos.

## Carrera
Colaboró junto a los actores Toby Schmitz y Anthony Hayes en la serie de trece episodios Men TV.
En el 2001 se unió al elenco de la serie Life Suport donde interpretó a Todd durante las primeras dos temporadas hasta el 2002. Brendan fue reemplazado en la tercera temporada y el actor Duncan Fellows interpretó a Todd.
En el 2004 se unió al elenco principal de la serie Love My Way donde interpretó al enigmático Tom Jackson hasta el final de la serie en el 2007.
En el 2007 interpretó al oficial Graham McGahan en la película Noise.
En el 2008 escribió Ten Empty junto al actor Anthony Hayes, también escribieron Sweet Dreams en el 2002 y han actuado en varias películas juntos. 
En el 2010 apareció como invitado en la serie policíaca Rush donde interpretó a Blake Fincher. Ese mismo año apareció en la película Beneath Hill 60 donde interpretó a Oliver Woodward y en I Love You Too donde interpretó a Jim, el hermano de Marie (Bridie Carter). También escribió su primera novela How it Feels. 
En el 2011 se unió al elenco de la película para la televisión Underbelly Files: The Man Who Got Away donde interpretó a Benny O'Connell. Ese mismo año apareció como invitado en la exitosa miniserie The Slap donde interpretó a Craig.
En el 2012 se anunció que Brendan se unió al elenco de la miniserie Howzat! Kerry Packer's War donde interpretó al jugador de cricket Rod Marsh.
En el 2013 apareció en la última temporada de la serie The Borgias donde interpretó a Matai, un rey judío.
En agosto del 2015 se anunció que Brendan se había unido al drama Brock donde interpretará al piloto australiano Allan Moffat.

## Filmografía

### Series de televisión
| Año         | Título                                          | Personaje         | Notas                      |
| ----------- | ----------------------------------------------- | ----------------- | -------------------------- |
| 2013        | The Borgias                                     | Mattai            | 5 episodios                |
| 2013        | The Elegant Gentleman's Guide to Knife Fighting | Varios Personajes | -                          |
| 2012        | Howzat! Kerry Packer's War                      | Rod Marsh         | 2 episodios - miniserie    |
| 2011        | The Slap                                        | Craig             | episodio "Richie"          |
| 2008        | Rush                                            | Blake Fincher     | episodio "Don't Cook Meth" |
| 2004 - 2007 | Love My Way                                     | Tom Jackson       | 30 episodios               |
| 2003        | Fat Cow Motel                                   | Jack Green        | 13 episodios               |
| 2002        | White Collar Blue                               | Daniel Hudson     | episodio # 1.14            |
| 2002        | Young Lions                                     | Jason Doone       | episodio # 1.4             |
| 2001 - 2002 | Life Suport                                     | Todd              | -                          |
| 2001        | Water Rats                                      | Jonathan Freeman  | episodio "Family Matters"  |
| 1999        | Dog's Head Bay                                  | -                 | -                          |

### Películas

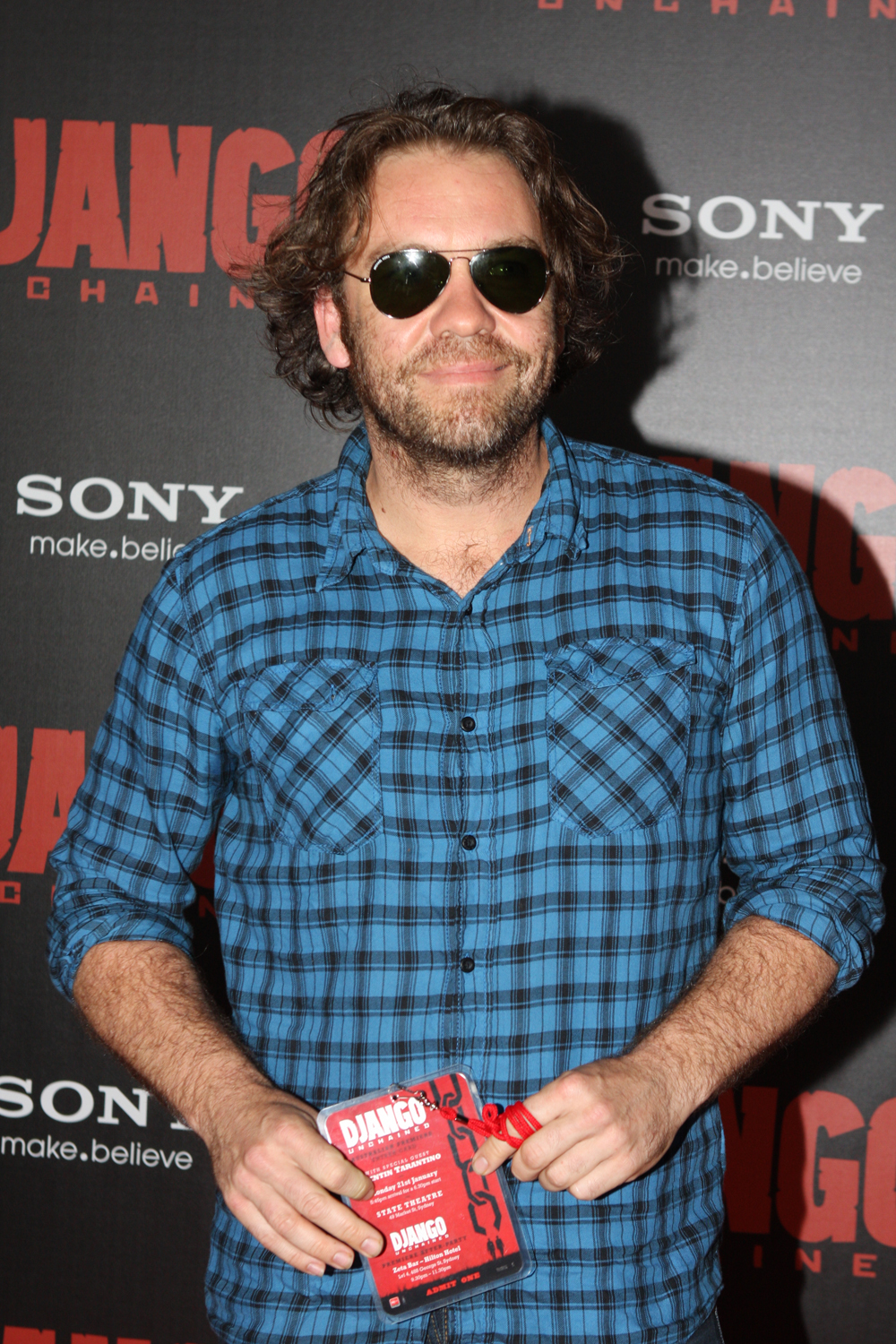
Cowell durante el estreno de la película Django Unchained en enero de 2013.

| Año  | Título                                 | Personaje              | Notas |
| ---- | -------------------------------------- | ---------------------- | --- |
| 2022 | Avatar: The Way of Water               | Capitán Mick Scoresby  | junto a Sam Worthington, Zoe Saldaña, Stephen Lang, Sigourney Weaver, Jack Champion, Joel David Moore, Dileep Rao, CCH Pounder y Matt Gerald |
| 2015 | Brock                                  | Allan Moffat           | junto a Matthew Le Nevez, Ella Scott Lynch, Natalie Bassingthwaighte y Steve Bisley                                                          |
| 2014 | Observance                             | Empleado               | junto a Stephanie King, John Jarratt, Benedict Hardie, Tom O'Sullivan y Lindsay Farris                                                       |
| 2013 | The Outlaw Michael Howe                | Soldado Drew           | junto a Damon Gameau, Mirrah Foulkes, Matt Day y Damon Herriman                                                                              |
| 2012 | I Missed My Mother's Funeral           | Joven Hombre           | corto - junto a Brian Cox y Anamaria Marinca                                                                                                 |
| 2012 | Save Your Legs                         | Rick                   | junto a Brenton Thwaites, David Lyons, Stephen Curry, Damon Gameau y Ryan O'Kane                                                             |
| 2011 | Underbelly Files: The Man Who Got Away | Benny O'Connell        | junto a Claire van der Boom, Toby Schmitz, Ian Meadows, Josh Lawson y Freya Stafford                                                         |
| 2010 | I Love You Too                         | Jim                    | junto a Peter Dinklage, Rose Byrne, Yvonne Strahovski, Megan Gale, Steve Bisley y Bridie Carter                                              |
| 2010 | Beneath Hill 60                        | Oliver Woodward        | junto a Jacqueline McKenzie, Anthony Hayes, Aden Young y Chris Haywood                                                                       |
| 2010 | Bee Sting                              | Tom                    | corto - junto a Nicole Bonfield, Matilda Brown y Charlie Fraser                                                                              |
| 2008 | Three Blind Mice                       | Glenn                  | junto a Ewen Leslie, Toby Schmitz, Matthew Newton, Alex Dimitriades, Marcus Graham y Barry Otto                                              |
| 2008 | Ten Empty                              | Shane Hackett          | junto a Daniel Frederiksen, Lucy Bell, Andy McPhee, Geoff Morrell y Susie Collins                                                            |
| 2007 | Noise                                  | Oficial Graham McGahan | junto a Nicholas Bell, Dennis Coard, Maud Davey, Luke Elliot, Nathan Page y Monica Maughan                                                   |
| 2006 | Suburban Mayhem                        | Entrevistador          | junto a Emily Barclay, Steve Bastoni, Michael Dorman, Anthony Hayes y Mia Wasikowska                                                         |
| 2005 | Deck Dogz                              | Kurt                   | junto a Sean Kennedy, Ho Thi Lu, Maris J. Caune y Glenda Linscott                                                                            |
| 2004 | Floodhouse                             | Herringbone John       | junto a Victoria Thaine, Robert Menzies, Catherine McClements, Aaron Pedersen y Jacek Koman                                                  |
| 2004 | Salem's Lot                            | Dud Rogers             | junto a Rob Lowe, Donald Sutherland, Samantha Mathis, Robert Mammone y Penny McNamee                                                         |
| 2003 | Clutch                                 | Brian                  | corto - junto a Tony Barry, Anna Lise Phillips y Claudia Silvia                                                                              |
| 2001 | To End All Wars                        | Wallace Hamilton       | junto a Ciarán McMenamin, Robert Carlyle, Kiefer Sutherland, Mark Strong y Greg Ellis                                                        |
| 2000 | The Monkey's Mask                      | Hayden                 | junto a Susie Porter, Marton Csokas, Kelly McGillis, Abbie Cornish, John Noble y Deborah Mailman                                             |
| 2000 | City Loop                              | Robert                 | junto a Sullivan Stapleton, Ryan Johnson, John Batchelor y Jessica Napier                                                                    |
| 1999 | Kick                                   | Macca                  | junto a Russell Page, Martin Henderson, Radha Mitchell, Jason Clarke y Kip Gamblin                                                           |
| 1999 | Monster!                               | Nate                   | junto a Brandon Burke, Jennifer Congram, Chris Sadrinna, Jeremiah Dupre y Christopher Morris                                                 |

### Escritor, narrador y director
| Año              | Título                                              | Notas                                |
| ---------------- | --------------------------------------------------- | ------------------------------------ |
| 2013             | The Outlaw Michael Howe                             | director y escritor                  |
| 2012             | Save Your Legs                                      | escritor                             |
| 2012             | Country Town Rescue                                 | narrador - episodio # 1.1            |
| 2011             | The Slap                                            | escritor - 2 episodios               |
| 2009, 2011       | Ruben Guthrie                                       | obra de teatro - escritor y director |
| 2011             | Run                                                 | video musical - grupo "Charge Group" |
| 2010             | How it Feels                                        | publicó su primera novela            |
| 2000, 2005, 2010 | Men                                                 | obra de teatro - escritor            |
| 2009             | My Place                                            | escritor - episodio "1998: Mohammad" |
| 2008             | Rabbit                                              | obra de teatro - director            |
| 2008             | Ten Empty                                           | escritor y co-productor              |
| 2004 - 2007      | Love My Way                                         | escritor - 8 episodios               |
| 2007             | Self-Esteem                                         | obra de teatro - director y escritor |
| 2007             | Dangerous                                           | escritor                             |
| 2007             | 967 Tuna                                            | obra de teatro - escritor            |
| 2006             | Request Program                                     | obra de teatro - director            |
| 2006             | Wharf2Loud                                          | obra de teatro - director            |
| 2005             | Europe                                              | corto - director y escritor          |
| 2005             | Leave A Message                                     | obra de teatro - escritor y director |
| 2004, 2005       | Bed                                                 | obra de teatro - escritor y director |
| 2005             | Already Elsewhere                                   | obra de teatro - escritor            |
| 2004             | Thyestes                                            | obra de teatro - adaptador           |
| 2001, 2004       | Happy New                                           | obra de teatro - escritor            |
| 2003, 2004       | Morph                                               | obra de teatro - director y escritor |
| 2003             | Rabbit                                              | obra de teatro - escritor            |
| 2002             | Two Up!: ATM and 360 Positions in a One Night Stand | obra de teatro - escritor            |
| 2002             | Love is Pain                                        | obra de teatro - escritor            |
| 2002             | The Doppelgangers                                   | corto - escritor                     |
| 2002             | Chrono-logic                                        | corto - escritor                     |
| 2002             | Running Down These Dreams                           | corto - escritor                     |
| 2002             | Wasted on the Young                                 | corto - escritor                     |
| 2002             | Sweet Dreams                                        | escritor                             |
| 2002             | I Love U                                            | corto - escritor                     |
| 2002             | Free                                                | corto - escritor                     |
| 2002             | Baggage Claim                                       | corto - escritor                     |
| 2002             | ATM                                                 | obra de teatro - escritor            |
| 2001             | Walk Don't Run                                      | obra de teatro - escritor            |
| -                | Black Lassie                                        | corto - director y escritor          |

### Teatro
| Año  | Obra                           | Personaje     | Director (a)           | Teatro            | Notas                                                                            |
| ---- | ------------------------------ | ------------- | ---------------------- | ----------------- | -------------------------------------------------------------------------------- |
| 2014 | Once in Royal David’s City     | Will Drummond | Eamon Flack            | Upstairs Theatre  | junto a Harry Greenwood, Anthony Phelan, Maggie Dence y Tara Morice              |
| 2011 | The Dark Room                  | -             | Leticia Cáceres        | Belvoir Theatre   | junto a Anna Lise Phillips, Billie Rose Prichard, Leah Purcell y Cameron Stewart |
| 2010 | True West                      | -             | Philip Seymour Hoffman | Sydney Theatre    | junto a Wayne Blair                                                              |
| 2008 | Hamlet                         | -             | Marion Potts           | Drama Theatre     | junto a Barry Otto, Russell Kiefel, Heather Mitchell y Matthew Whittet           |
| 2007 | Push 9 Motel                   | -             | Lee Lewis              | -                 | junto a Jenny Apostolou, Belinda McClory y Pearl Tan                             |
| 2006 | Dissident, Goes Without Saying | -             | Andrew Upton           | -                 | junto a Victoria Longley                                                         |
| 2003 | The Shape of Things            | Adam          | Jeremy Sims            | Sydney Theatre    | junto a Leeanna Walsman, Alyssa McClelland y Nick Flint                          |
| 2000 | Men                            | -             | Leland Jean            | Old Fitz. Theatre | junto a Blazey Best, Toby Schmitz y Anthony Hayes                                |
| 2000 | The Recruit                    | -             | -                      | Melbourne Theatre | junto a John Howard, Conrad Coleby, Drew Forsythe y Leeanna Walsman              |

## Premios y nominaciones
| Año  | Categoría                                                  | Premio                           | Serie/Película/Obra | Resultado |
| ---- | ---------------------------------------------------------- | -------------------------------- | ------------------- | --------- |
| 2012 | Best Screenplay in Television (episodio "Harry")           | AACTA Award                      | The Slap            | Ganador   |
| 2011 | Best Male Actor                                            | FCCA Award                       | Beneath Hill 60     | Nominado  |
| 2011 | Best Actor in a Mainstage Production                       | Sydney Theatre Award             | The Dark Room       | Nominado  |
| 2011 | -                                                          | ABIA Award                       | How It Feels        | Nominado  |
| 2010 | Best Lead Actor                                            | AFI Award                        | Beneath Hill 60     | Nominado  |
| 2008 | Best Actor                                                 | FFCA Award                       | Noise               | Ganador   |
| 2008 | Most Outstanding Performance by an Actor-Male              | ASTRA Award                      | Love My Way         | Nominado  |
| 2008 | Outstanding Screenplay (episodio "The Cemetery Gates")     | AWGIE Award                      | Love My Way         | Nominado  |
| 2007 | Most Popular Actor                                         | Silver Logie Award               | Love My Way         | Nominado  |
| 2007 | Best Lead Actor                                            | AFI Award                        | Noise               | Nominado  |
| 2007 | Best Actor                                                 | IF Award                         | Noise               | Nominado  |
| 2007 | Outstanding Screenplay (episodio "The King of the Castle") | AWGIE Award                      | Love My Way         | Nominado  |
| 2006 | Outstanding Screenplay (episodio "I Know You")             | AWGIE Award                      | Love My Way         | Nominado  |
| 2006 | Most Outstanding Actor in a Drama Series                   | Silver Logie Award               | Love My Way         | Nominado  |
| 2005 | Most Outstanding Actor in a Drama Series                   | Silver Logie Award               | Love My Way         | Nominado  |
| 2005 | -                                                          | Established Writer’s Grant Award | Australia Council   | Ganador   |
| 2003 | Most Outstanding New Work                                  | Griffin Playwriting Award        | Rabbit              | Ganador   |
| 2001 | New Talent                                                 | Patrick White Playwrights' Award | Bed                 | Ganador   |
| 2001 | -                                                          | Gloria Payten Award              | -                   | Ganador   |